# Nicolette Hellemans
Nicolette Hellemans-van Berkel (Groningen, 30 november 1961) is een voormalig Nederlands top - roeister. Ze vertegenwoordigde Nederland bij verschillende grote internationale wedstrijden. Zo nam ze eenmaal deel aan de Olympische Spelen  en won bij die gelegenheid twee medailles.
In 1984 maakte ze haar olympische debuut op de Olympische Spelen van 1984 in Los Angeles. Voor Nederland kwam ze uit op de dubbel twee en de acht met stuurvrouw. Bij de dubbeltwee behaalde ze samen met haar zus Greet Hellemans een zilveren medaille. Ook bij de acht met stuurvrouw was ze succesvol door met brons huiswaarts te keren.
Ze is aangesloten bij KGR De Hunze in Groningen. 
Na afsluiting van haar profcarrière was zij 20 jaar werkzaam als fysiotherapeute. Sinds 2005 heeft zij een eigen praktijk voor haptotherapie en haptonomische begeleiding te Nunspeet.

## Palmares

### roeien (dubbel twee)
- 1983: 5e WK in Duisburg - 3.19,63
- 1984:  OS in Los Angeles - 3.29,13

### roeien (dubbel vier)
- 1979:  WK junioren in Moskou - 3.18,89

### roeien (acht met stuurvrouw)
- 1984:  OS in Los Angeles - 3.02,92

Greet Hellemans · 
Nicolette Hellemans
Lynda Cornet · 
Marieke van Drogenbroek · 
Harriet van Ettekoven · 
Greet Hellemans · 
Nicolette Hellemans · 
Catalien Neelissen · 
Anne-Marie Quist · 
Wiljon Vaandrager · 
Marty Laurijsen (stuurvrouw)